# Ledaig Single Malt
Ledaig Single Malt Scotch Whisky is een Schotse single malt whisky, die op het eiland Mull (Binnen-Hebriden) wordt gemaakt in de Tobermory Distillery. 
Ledaig wordt gemaakt van gerst die met brandende turf wordt gedroogd. De geur van turf is dan ook prominent aanwezig in de whisky. 
Er zijn diverse bottelingen beschikbaar:
- The Ledaig 10
- The Ledaig Sherry Finish
- Ledaig 15 years old
- Ledaig 20 years old

Ledaig wordt internationaal goed gewaardeerd, exportlanden zijn onder andere de Verenigde Staten, Canada, Frankrijk, Duitsland, Nederland, België, Denemarken en Japan.